# Psychotria barnebyana
Psychotria barnebyana är en måreväxtart som beskrevs av Julian Alfred Steyermark. Psychotria barnebyana ingår i släktet Psychotria och familjen måreväxter. Inga underarter finns listade i Catalogue of Life.